# 包子
包子是中國的傳統食品，一般是用麵粉混和水後发酵過的麵團內餡蒸製而成，款式非常多。常用餡为各種肉類或各類蔬菜、芝麻、豆沙等等。現今出名的包子有天津狗不理包子、廣東叉燒包，小籠包，灌湯包，上海生煎包。

## 歷史

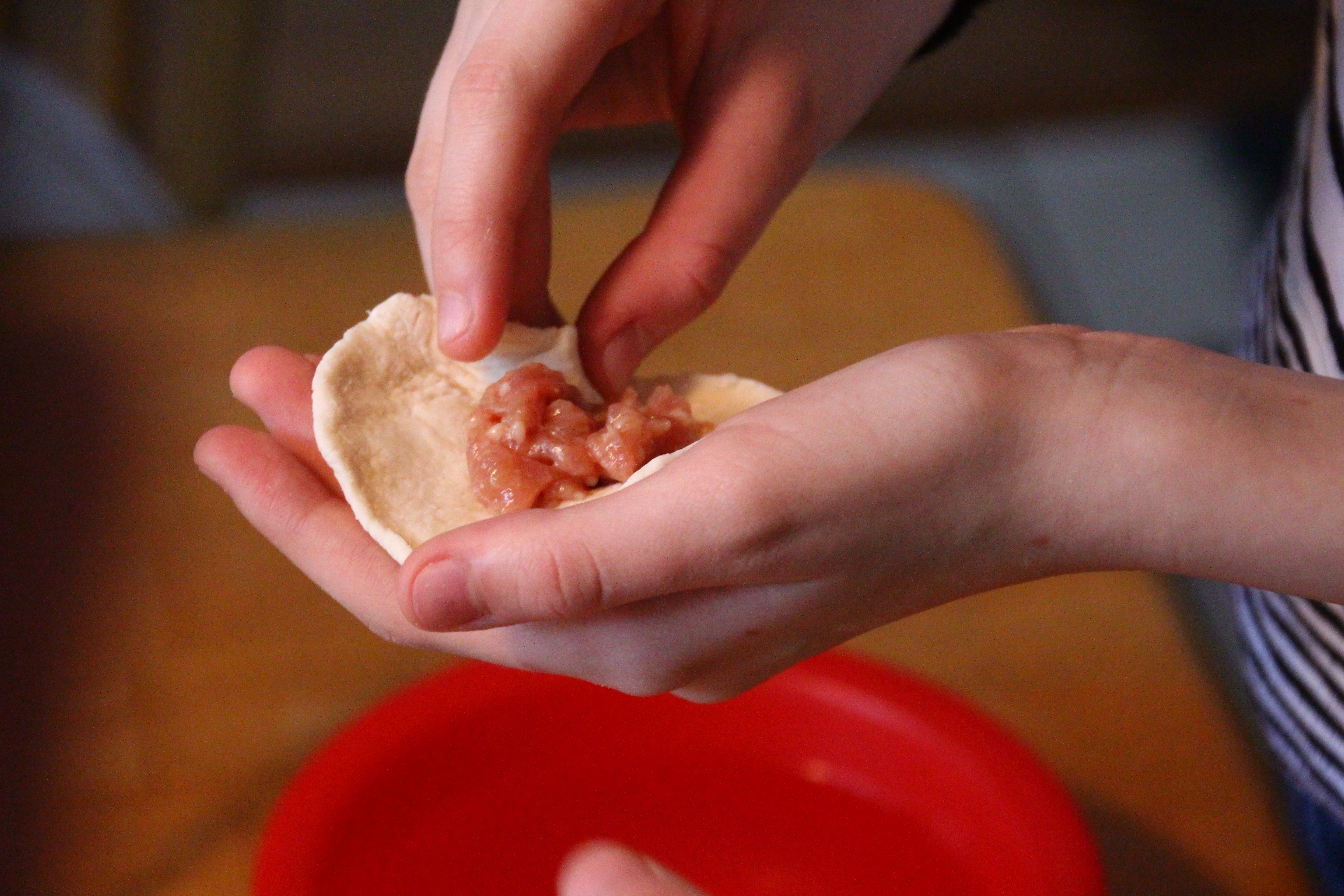
包子捏製過程

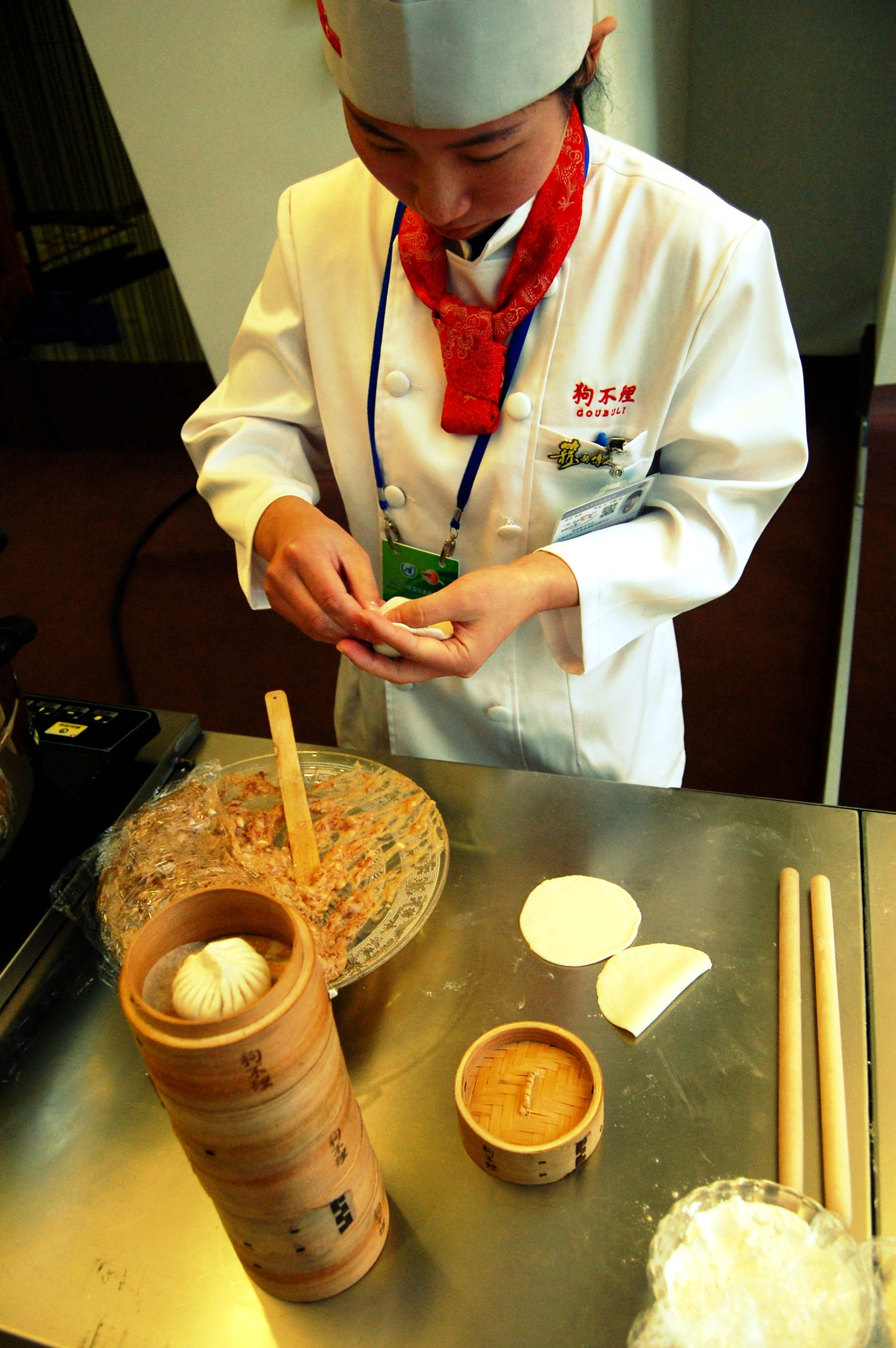
狗不理包子的包制过程

漢朝時，由於磨已廣泛應用，蒸制的麵食也隨之流行於全中國各地，但當時統稱為「餅」、「饅」、“曼頭”、“蒸餅”、「籠餅」、「饅頭」、「蠻頭」，皆無餡。
唐代以後，饅頭變小，稱“玉柱”、“灌漿”、“粳頭”、“饅役”，亦為無餡。饅頭有「瞞頭」（欺瞞河神的人頭）之說法，無文獻可供考證。此詞可能衍生自《說郛》內文所載之文字：「食品饅頭本是蜀饌。世傳以為諸葛亮征南時其俗以人首祀神，孔明欲止其殺，教以肉麵二像人頭而為之。流傳作『饅』字。不知當時音義如何，適以『欺[瞞]』同音。」
此後，無論是有無餡心，均統稱饅頭。有文字记录北宋趙禎出生时，群臣被赐予“包子”。而饅頭一詞本身則逐漸變成無餡製品的統稱。現在蘇南地區，仍將無論是否含有內餡的饅頭統稱為饅頭，例如肉為餡的稱為「肉饅頭」。

## 種類
| 名稱           | 漢語拼音         | 其他名稱                                          | 概述 |
| -------------- | ---------------- | ------------------------------------------------- | --- |
| 叉燒包         | chāshāobāo       | 粵語：caa1 siu1 baau1 閩南語: chhe-sio-pau        | 典型的粵菜，內包叉燒豬肉                                                                                               |
| 菜肉包         | càiròubāo        |                                                   | 廣東、香港和澳門地區常見的點心，是以上海白菜及豬肉粒混於一起成餡製作的蒸包                                             |
| 狗不理包子     | gǒubùlǐ          |                                                   | 天津著名的包子 |
| 小籠包         | xiǎolóngbāo      |                                                   | 中國江南地區點心，又稱小籠馒头，以「體小、餡大、汁多、味鮮、皮薄、形美」而著稱。                                       |
| 水煎包         | shuǐjiānbāo      |                                                   | 與小籠包非常類似，但使用煎鍋煎熟而非用蒸籠蒸熟。                                                                       |
| 生煎饅頭       | shēngjiān mántou |                                                   | 流行於上海、蘇州及其他江南地區的一種傳統小吃，簡稱為生煎；亦稱生煎包，類似於鍋貼和水煎包，為煎熟了的有餡饅頭（包子）。 |
| 湯包（灌湯包） | tāngbāo          |                                                   | 俗稱湯包、也稱灌湯小籠包或小籠湯包                                                                                     |
| 豆沙包         | dòushābāo        | 粵語: dau6 saa1 baau1 閩南語: tāu-se-pau          | 以豆沙為餡料的包子 |
| 蓮蓉包         | liánróngbāo      |                                                   | 以蓮茸為餡料的包子 |
| 咖央包         | kāyāngbāo        | 馬來語 : pau kaya                                 | 以咖央醬為餡料的包子，在星馬地區也會以香蘭為餡料                                                                       |
| 奶黃包         | nǎihuángbāo      |                                                   | 以鹹蛋黃與卡士達醬為餡料的包子                                                                                         |
| 燒包           | shāobāo          | 菲律賓語: siyopaw                                 | 為菲化的粵式叉燒包，主要餡料有豬肉、雞肉、蝦子和蛋黃                                                                   |
| 麻茸包         | máróngbāo        | 粵語: maa4 jung4 baau1 閩南語: o͘-môa-pau (烏麻包) | 以芝麻為餡料的包子 |
| 芽菜包         | Yácàibāo         |                                                   | 以芽菜、牛奶等为馅料的四川包子                                                                                         |
| 菜包           | Càibāo           |                                                   | 內餡以素菜為主的包子                                                                                                   |
| 肉包           | ròubāo           | 粵語:juk6 baau1 閩南語: bah-pau                   | 以各種肉類為餡的包子，內餡通常是豬肉餡，也有牛肉餡、羊肉餡、雞肉餡。種類有叉燒包、鮮肉包、小籠包和蒙古包子等。         |
| 大包           | dàbāo            |                                                   | 以豬肉和雞蛋為餡料的包子                                                                                               |
| 刈包           | guàbāo           | 閩南語:koah-pau(割包)/hó͘-kā-ti(虎咬豬)            | 源起於中國福建省福州的「虎咬豬」，又稱「割包」                                                                         |
| 破酥包         | poshubao         |                                                   | 雲南的一種包點，以豬肉、火腿及竹筍為餡料                                                                               |
| 烤包子         | Kao Baozi        | 维吾尔语: ‎ Samsa                                  | 新疆的以羊肉等为馅料的烤制的包子                                                                                       |

## 其他地區的發展
包子在亞洲各國度廣爲流傳，並且發展出各種特色的包子。

- 在菲律賓有燒包，外形如饅頭，內餡以豬肉、雞肉、羊肉、蝦仁、鴨仔蛋等。
- 在日本，包子叫作中華饅（日语：中華まん），（man）源于“饅頭”的“饅”，最常見的是豬肉餡。
- 在蒙古，包子被音譯成ᠪᠤᠤᠵᠠ（buuz），多用羊肉絲做餡，有時也用犛牛肉。
- 在越南，包子叫做餅包（bánh bao），內餡用豬肉、洋蔥、蘑菇、雞蛋、蔬菜等製作。

## 各式的包子
- 奶黄包
- 叉燒包
- 山西運城市的南瓜包子
- 开封第一楼小笼包
- 揚州的湯包
- 上海南翔饅頭店的小籠包
- 鼎泰豐的蟹粉小籠包
- 天津狗不理包子 示意圖1
- 天津狗不理包子 示意圖2
- 新疆薄皮包子（維吾爾語：مانتا‎，manta）
- 日本便利商店Circle K Sunkus所販售的包子
- 胶东麦穗包子，也称胶东柳叶包子，流行于胶辽地区